# Drużynowe Mistrzostwa Świata Par Strongman 1998
Drużynowe Mistrzostwa Świata Par Strongman 1998 – doroczne, drużynowe zawody siłaczy, rozgrywane w zespołach złożonych z dwóch zawodników, reprezentujących ten sam kraj.
Data: 7, 8 sierpnia 1998 r.

Miejsce: Hardenberg, prowincja Overijssel  Holandia
WYNIKI ZAWODÓW:
| Miejsce | Zawodnicy                              | Kraj              | Punkty |
| ------- | -------------------------------------- | ----------------- | ------ |
| 1.      | Berend Veneberg, Wout Zijlstra         | Holandia          | 71     |
| 2.      | Jouko Ahola, Sami Heinonen             | Finlandia         | 70,5   |
| 3.      | Magnus Samuelsson, Torbjörn Samuelsson | Szwecja           | 56     |
| 4.      | Gerrit Badenhorst, Wayne Price         | Południowa Afryka | 50     |
| 5.      | Sturla Davidsen, Svend Karlsen         | Norwegia          | 40     |
| 6.      | Gert Gerrits, Jarno Hams               | Holandia          | 39,5   |
| 7.      | Peter Baltus, Regin Vagadal            | Wyspy Owcze       | 34     |
| 8.      | László Fekete, Tibor Mészáros          | Węgry             | 32     |
| 9.      | Martin Muhr, Heinz Ollesch             | Niemcy            | 24     |
| 10.     | Bill Pittuck, Jamie Reeves             | Anglia            | 19     |